# Patrick Warburton
Patrick Warburton (Paterson, 1964. november 14. –) amerikai színész. Ismertebb televíziós szerepei közé tartozik David Puddy a Seinfeld-ből, A kullancs főszereplője, Jeff Bingham az Egy kapcsolat szabályai-ból és Lemony Snicket A balszerencse áradása sorozatból. Szinkronszerepei közé tartozik Joe Swanson a Family Guyból, Mr. Barkin a Kim Possible-ből és Kronk a Király suliból. Szerepel a National Car Rental autókölcsönző reklámjaiban is.

## Élete
Warburton John Charles Warburton Jr. és Barbara Jeanne Gratz gyermekeként született. Apja ortopéd sebész, anyja pedig színésznő. Három nővére van: Mary, Lara és Megan. Patrick és nővérei "nagyon vallásos" katolikus családban nőttek fel. A Saints Simon and Jude Catholic Schoolban tanult, majd a Servite High Schoolban, illetve a Newport Harbor High Schoolban folytatta tanulmányait. Tengerbiológiát tanult az Orange Coast College-en, de kilépett, hogy modellkedéssel és színészettel foglalkozzon. 2001-ben játszott az Akárki Joe című vígjátékban Tim Allen főszereplésével.

## Magánélete
1991-ben házasodott össze Cathy Jennings-szel. Négy gyermekük született: Talon, Alexandra, Shane és Gabriel. Santa Rosa Valley-ben élnek.
Keresztény. Elmondása szerint kikapcsolja a Family Guyt, amikor a műsor túlzásba viszi a vallással kapcsolatos poénokat.